# Logis de Vallade
Le logis de Vallade situé à Rétaud en Charente-Maritime est un château du XVIIIe siècle construit sur un site archéologique, qui a abrité des orphelins dans une colonie agricole.

## Historique
Une demeure appartenant à la famille Vallade aurait précédé le logis actuel construit à partir de 1746 par Henriette Michel, la veuve de Seguin Gentil, seigneur de Lafond et de Rétaud. Le logis va être transmis à sa fille Eustelle puis à sa petite fille Angélique qui divorce après que son mari ait émigré à la Révolution et se remarie avec Jean Millon.
La succession mènera à un long procès et le château finira par être saisi et adjugé en 1823 à Henri Constant d’Abzac. Celui-ci le cède en 1844 au comte Jean de Luc.
Ce nouveau propriétaire le comte Jean de Luc, aussi connu sous le nom de Frère Théodore le transforme en asile de Notre-Dame de Vallade, puis dès 1844,  propose d'y recevoir des enfants orphelins ou abandonnés du département de la Charente-Inférieure. Le sous-préfet de Saintes décrit alors le château comme entouré d'environ 5 ha, une vaste maison mais dont il écrit « l'intérieur de la maison est fort délabré ». L'administration fermera cette colonie agricole, non seulement pour déroute financière mais aussi pour des « conditions d'accueil jugées mauvaises » ce qui semble recouvrir de mauvaises conditions d'accueil et des carences éducatives liées à l'absence de personnel féminin, ceci alors qu'ensuite les mêmes encadrants seront accusés d'abus sexuels sur mineurs à la colonie pénitentiaire de Pezet, dans l'Aveyron.
À la suite de la faillite de la colonie agricole, le domaine est à nouveau saisi et vendu en 1852 à la barre du tribunal de Saintes. Georges Joseph Picard l'acquiert puis en 1890 il le revend  à la famille Meaume.

## Architecture
Le logis de Vallade est une maison noble qui a subi des remaniements avec en particulier la perte de la porte cochère et d’une aile de dépendances.
Il se présente comme un bâtiment bas avec accès par un perron central sur les deux façades, la porte étant surmontée d'un fronton triangulaire. Le toit recouvre des combles à brisis percés de six hautes lucarnes à fronton semi-circulaire dépassant le brisis du toit.
Les façades et toitures du logis, les deux perrons et l'escalier intérieur à balustres font l’objet d’une inscription au titre des monuments historiques depuis le 3 juillet 1992.